# Wingnut Interactive
Wingnut Interactive és una empresa desenvolupadora de videojocs creada el 2006 d'un patrocinador de Microsoft Game Studios i el director Peter Jackson. Aquest estudi s'ubicarà a Wellington, Nova Zelanda i treballà en videojocs que Peter Jackson anomena "jocs de pel·lícula". El seu primer projecte serà un videojoc d'Xbox 360 basat en el món Halo creat per Bungie Studios.